# Tatjana Mittermayer
Tatjana Mittermayer (Aschau im Chiemgau, 26 de julio de 1964) es una deportista alemana que compitió en esquí acrobático, especialista en las pruebas de baches.
Participó en tres Juegos Olímpicos de Invierno, en los años 1992 y 1998, obteniendo una medalla de plata en Nagano 1998, en la prueba de baches.
Ganó cuatro medallas en el Campeonato Mundial de Esquí Acrobático entre los años 1989 y 1997.

## Medallero internacional
| Juegos Olímpicos   | Juegos Olímpicos             | Juegos Olímpicos  | Juegos Olímpicos |
| Año                | Lugar                        | Medalla           | Competición      |
| ------------------ | ---------------------------- | ----------------- | ---------------- |
| 1998               | Nagano (Japón)               | Medalla de plata  | Baches           |
| Campeonato Mundial |                              |                   |                  |
| Año                | Lugar                        | Medalla           | Competición      |
| 1989               | Oberjoch (RFA)               | Medalla de bronce | Baches           |
| 1991               | Lake Placid (Estados Unidos) | Medalla de oro    | Baches           |
| 1995               | La Clusaz (Francia)          | Medalla de bronce | Baches           |
| 1997               | Nagano (Japón)               | Medalla de bronce | Baches           |